# Takuya Kimura
Takuya Kimura (木村 拓哉, Kimura Takuya) (13 november 1972) is een Japans acteur. Kimura is ook bekend onder de naam "Kimutaku".

## Carrière
Kimura deed op zijn 15e auditie als zanger voor een boyband. Eind 1987 kwam hij terecht in de band The Skate Boys. Een jaar later werd hij uitgekozen als lid voor de band SMAP.
In 1988 maakte Kimura ook zijn acteerdebuut in de televisieserie Abunai Shonen III waar hij direct een hoofdrol speelde. Na het verschijnen in diverse andere series kreeg hij een vaste rol in Asunaro Hakusho. Naast Japanse films en series verscheen Kimura ook in blockbusters als Howl's Moving Castle (2004), Love and Honor (2006) en Hero (2007).
In het theater speelde Kimura een hoofdrol in de stukken Saint Seiya (1991), Dragon Quest (1992) en Another uit 1993. Hij had ook een rol in het computerspel Judgment uit 2018.
Takuya Kimura is getrouwd en heeft twee dochters.

## Filmografie (selectie)

### Films
| Jaar | Titel                    | Rol            |
| ---- | ------------------------ | -------------- |
| 1994 | Shoot!                   | Yoshiharu Kubo |
| 2004 | Howl's Moving Castle     | Howl (stem)    |
| 2009 | I Come with the Rain     | Shitao         |
| 2010 | Redline                  | JP (stem)      |
| 2010 | Space Battleship Yamato  | Susumu Kodai   |
| 2015 | Hero                     | Kohei Kuryu    |
| 2019 | Masquerade Hotel         | Kōsuke Nitta   |
| 2021 | Masquerade Night         | Kōsuke Nitta   |
| 2023 | The Legend and Butterfly | Oda Nobunaga   |

### Televisieseries
| Jaar | Titel                            | Rol                 |
| ---- | -------------------------------- | ------------------- |
| 1991 | Romeo and Juliet                 | Romeo               |
| 1992 | Yonimo Kimyo na Monogatari       | Inakamono           |
| 1995 | Kimi wa Toki no Kanata e         | Motoyasu Matsudaira |
| 1996 | Long Vacation                    | Hidetoshi Sena      |
| 1997 | Gift                             | Yukio Hayasaka      |
| 1999 | Furuhata Ninzaburō               | zichzelf            |
| 2001 | Hero                             | Kohei Kuryu         |
| 2005 | Engine                           | Jiro Shinzaki       |
| 2008 | Change!                          | Asakura Keita       |
| 2012 | Priceless                        | Fumio Kindaichi     |
| 2014 | Sazae-san                        | zichzelf (stem)     |
| 2015 | I'm Home                         | Hisashi Ieji        |
| 2018 | BG Personal Bodyguard            | Akira Shimazaki     |
| 2019 | La Grand Maison Tokyo            | Natsuki Obana       |
| 2020 | BG Personal Bodyguard - Season 2 | Akira Shimazaki     |
| 2021 | Kyojo 2                          | Kimichika Kazama    |
| 2022 | 10 Count to the Future           | Shōgo Kirisawa      |